# Coco Huemer
Coco Huemer (* 24. September 1993 in Wien) ist eine österreichische Schauspielerin.
Coco Huemer ist die Tochter des österreichischen Regisseurs und Filmemachers Peter Ily Huemer. Ihre ersten Theater- und Bühnenerfahrungen machte sie mit ihrer Teilnahme an verschiedenen Produktionen des „Wiener Kindertheaters“. 2007 war sie die jüngste Nominierte beim Undine Award.

## Filmografie
- 2005: Mein Mörder (TV), Agnes als Kind
- 2005: Im Reich der Reblaus (TV), Moni
- 2005: Polly Adler – Eine Frau sieht Rosa (TV), Resi
- 2006: Das Traumhotel – Afrika (TV), Mia
- 2006: In 3 Tagen bist du tot (Kino), Nina als Kind
- 2006: Lilly Schönauer – Liebe gut eingefädelt (TV), Niki
- 2007: Vitasek? (TV-Serie, 7 Folgen), Lena
- 2008: SOKO Donau – Verlorene Jugend (TV), Lucia
- 2009: Schnell ermittelt – Herta Weissenberger (TV-Serie), Anna Weissenberger
- 2011: Vermisst – Alexandra Walch, 17 (TV), Christina
- 2012: SOKO Kitzbühel – Tod im Internat (TV-Serie), Victoria Steffen
- 2013: Blutgletscher (Kino), Geli

## Auszeichnungen
- 2007 für den Undine Award nominiert (Kategorie: Newcomer weiblich)